# Zejmarská roklina
Zejmarská roklina – najkrótszy (0,8 km) i jedyny udostępniony dla ruchu turystycznego wapienny wąwóz w południowej części Słowackiego Raju. Płynący przez niego potok ma początek w południowo-wschodniej części płaskowyżu Geravy a jego głównym źródłem jest bardzo wydajne wywierzysko Zejmarská studňa. Potok uchodzi do Hnilca przy osadzie Biele Vody. Przejście wąwozem umożliwiają drabiny, półeczki (słow. stúpačky) i łańcuchy. Przejście jest tylko jednokierunkowe, w górę potoku. W wąwozie znajduje się zespół wodospadów nazwanych Nálepkovymi vodopádami – na cześć kpt. Jána Nálepki, słowackiego bohatera walk partyzanckich na terenie Związku Radzieckiego w okresie II wojny światowej, który przed wojną pracował jako nauczyciel w osadzie Biele Vody. Wąwóz został udostępniony dla ruchu turystycznego w 1963 r przez członków Horskej služby.
Wąwóz objęty jest ochroną jako rezerwat przyrody Zejmarská roklina, utworzony w 1980 r. na powierzchni 72,7 ha. Zadaniem rezerwatu jest ochrona południowo-wschodnich stoków płaskowyżu Geravy z występującymi tam bogatymi zjawiskami krasowymi (skalne ściany, skalne stopnie, wodospady i wywierzyska) i zachowanych tam zespołów leśnych oraz rzadkich gatunków roślin i zwierząt.
Przez wąwóz wiedzie szlak turystyczny. Jest to szlak jednokierunkowy, płatny. Wejście na szlak znajduje się w należącej do miejscowości Dedinky osadzie Biele Vody.

## Szlak turystyczny
Dedinky, Biele Vody –  Zejmarská roklina – Geravy. Czas przejścia: 1 h

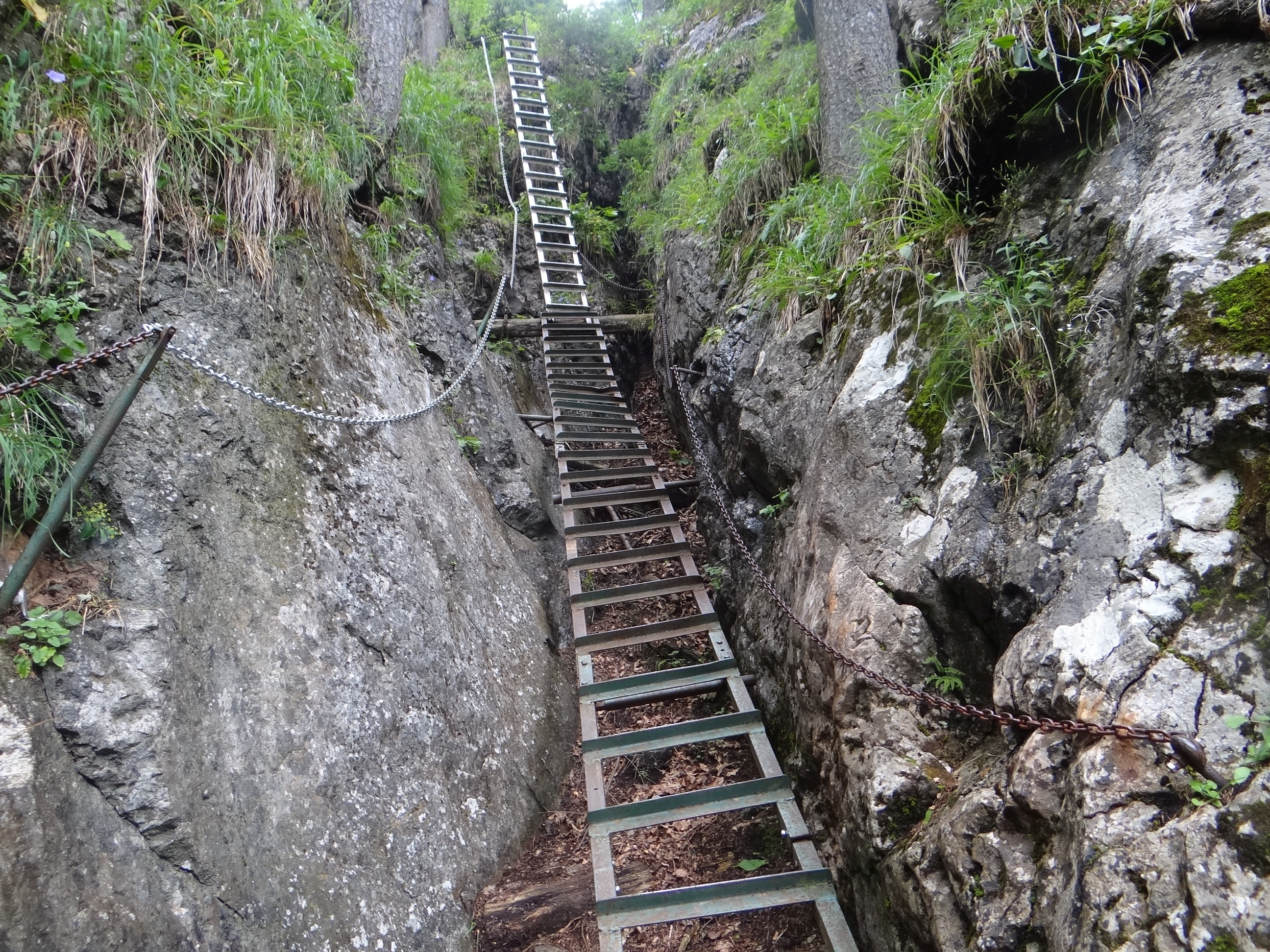
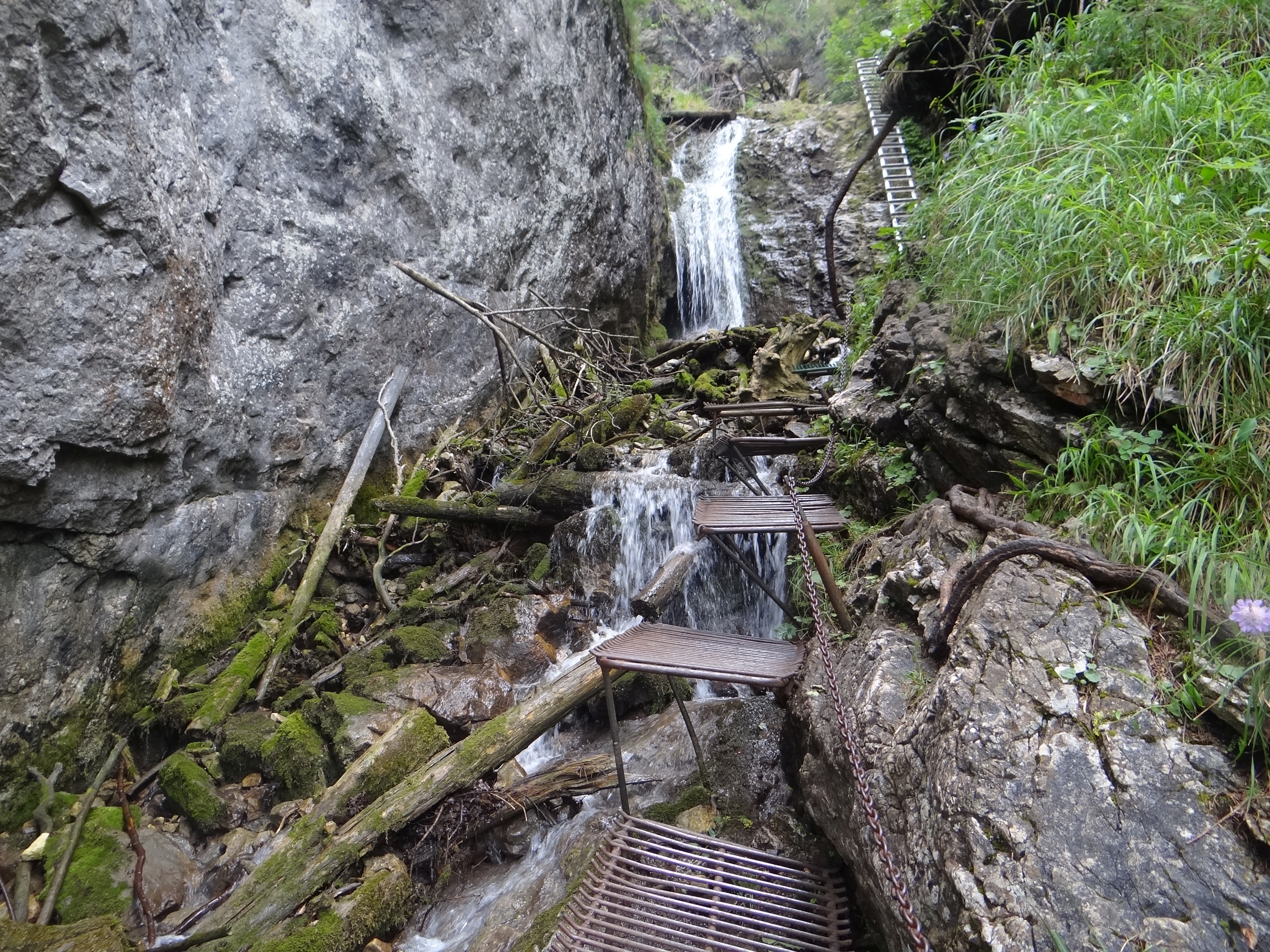
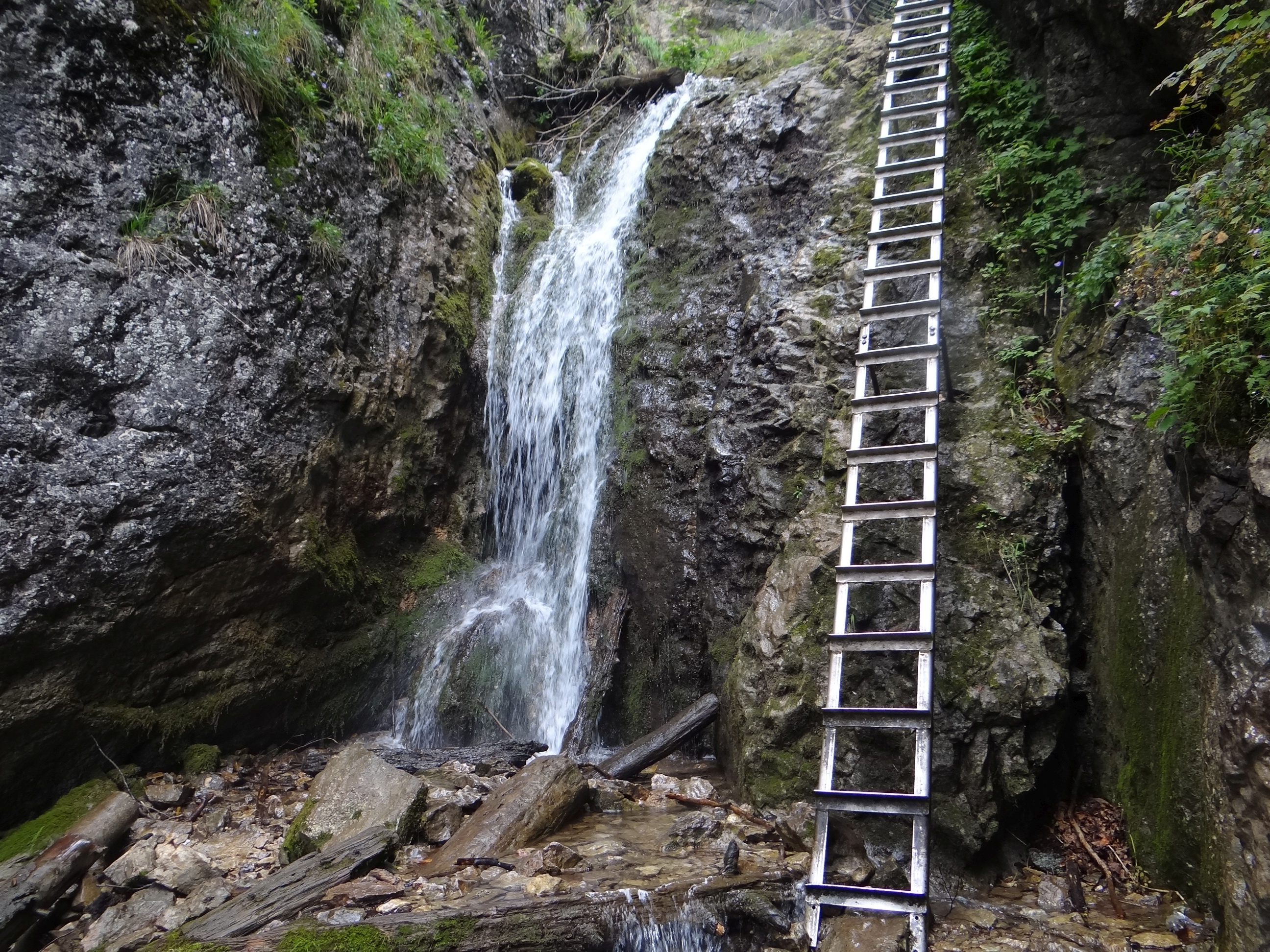
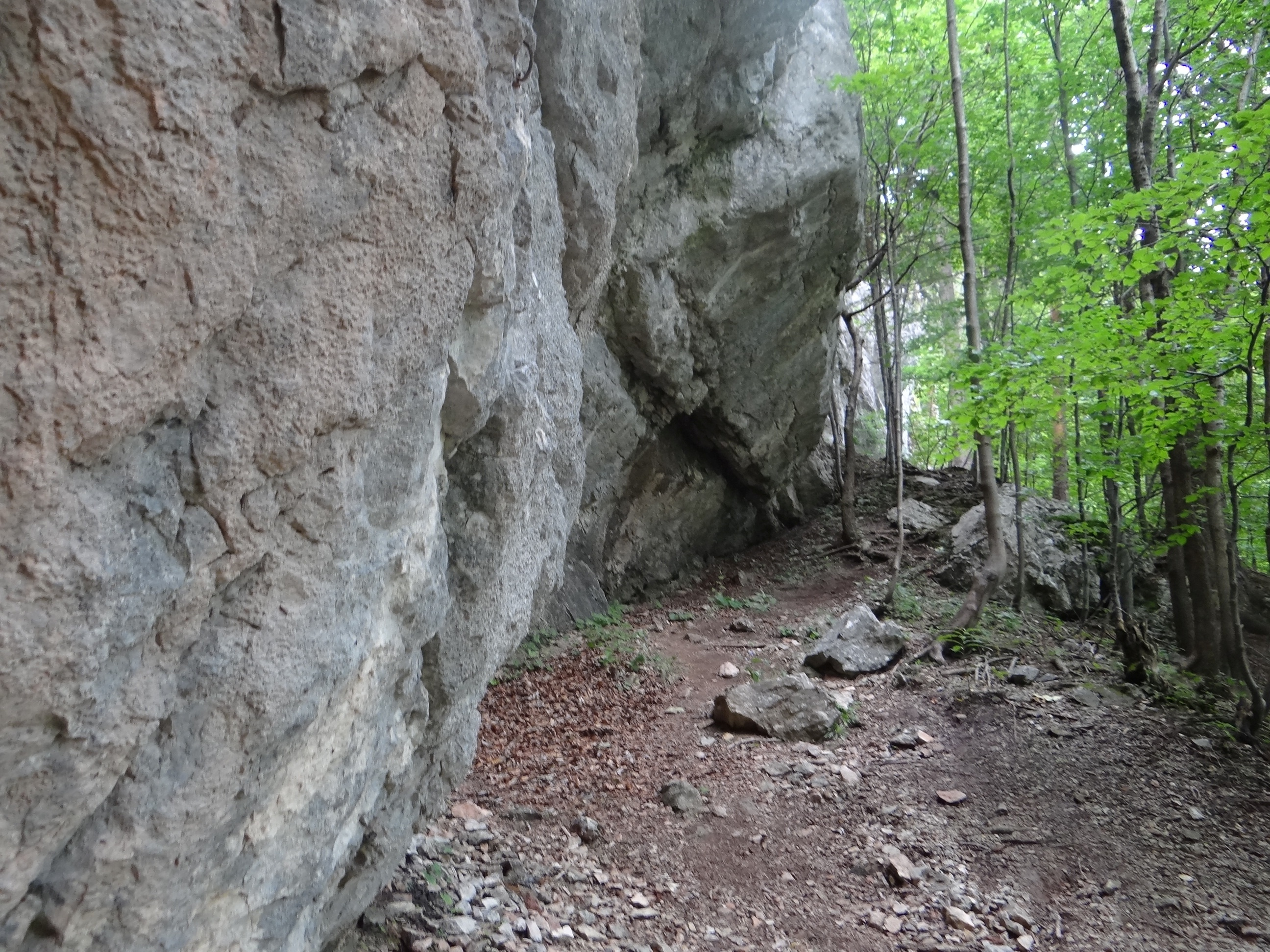